# Melonycteris woodfordi
Il pipistrello dei fiori di Woodford (Melonycteris woodfordi Thomas, 1887) è un pipistrello appartenente alla famiglia degli Pteropodidi, endemico delle Isole Salomone.

## Descrizione

### Dimensioni
Pipistrello di piccole dimensioni con lunghezza dell'avambraccio tra 48 e 59 mm, la lunghezza della testa e del corpo tra 80 e 106 mm e un peso fino a 50 g.

### Aspetto
La pelliccia è densa, lanosa e si estende finemente sulla parte dorsale degli avambracci e degli arti inferiori. Le parti dorsali variano dal rossastro all'arancione, la testa è solitamente più chiara, mentre le parti ventrali sono marroni con dei riflessi fulvi. L'avambraccio è giallastro e ricoperto di macchie marroni, mentre le membrane alari sono marroni scure cosparse di macchie gialle, particolarmente tra l'avambraccio ed il quinto dito. Il muso è lungo ed affusolato, gli occhi sono grandi con l'iride marrone. L'indice della mano è sprovvisto di artiglio, gli altri sono marroni con la punta bianca. È privo di coda, mentre l'uropatagio è ridotto ad una sottile membrana lungo la parte interna degli arti inferiori. non è presente dimorfismo sessuale.

## Biologia

### Comportamento
Si rifugia nel denso fogliame in piccoli gruppi o solitariamente.

### Alimentazione
Si nutre di nettare e polline di varie specie di fiori di piante della foresta tropicale, tra le quali Heliconia solomonensis.

## Distribuzione e habitat
Questa specie è diffusa nelle Isole Salomone.
Vive nelle foreste tropicali primarie, ma anche in aree disturbate come foreste secondarie, giardini e piantagioni di noci da cocco, fino a 1.100 metri di altitudine.

## Tassonomia
Sono state riconosciute due sottospecie:
- M.w. woodfordi: Buka, Bougainville, Oblari, Alu, Choiseul, Fauro, Mono, Ysabel, San Jorge;
- M.w. aurantius (Phillips, 1966): Isole Nggela.

## Conservazione
La IUCN Red List, considerato la popolazione numerosa e l'adattamento ad ogni tipo di habitat degradato, classifica M. woodfordi come specie a rischio minimo (Least Concern)).